# Rogel·li Duocastella i Rosell
Rogel·li Duocastella i Rosell (El Palau d'Anglesola, 1914 - Barcelona, 1984) fou un sacerdot i sociòleg.
Va ser un dels primers estudiosos de la sociologia a Catalunya. Es va doctorar en Ciències Socials i Econòmiques per l'Institut Catòlic de París amb la tesi Sociología religiosa de una ciudad industrial: Mataró.
Creador de les Sección Social de Càritas. El 1958 funda el Centro de Estudios de Sociologia Aplicada (CESA), que actualment es coneix amb el nom d'Institut de Sociologia i Psicologia Aplicada (ISPA). Serà director de CESA i de la seva revista Documentación social. Des del seu càrrec de Càritas va impulsar la creació de moltes escoles de treball social.
A més de la sociologia religiosa va cultivar els estudis sociològics del turisme i la vellesa. Actualment l'Obra Social de "la Caixa" atorga un premi amb el nom del sociòleg.